# Hystriomyia pallida
Hystriomyia pallida là một loài ruồi trong họ Tachinidae.